# Edmundoa
Edmundoa Leme é um género botânico pertencente à família Bromeliaceae, subfamília Bromelioideae.
Edmundoa  somente foi reconhecido recentemente como um gênero independente, sendo anteriormente suas espécies agrupadas no gênero  Canistrum.
O nome do gênero foi dado em honra ao botânico brasileiro Edmundo Pereira (1914-1986)

## Espécies
- Edmundoa ambigua (Wanderley & Leme) Leme
- Edmundoa lindenii (Regel) Leme
- Edmundoa lindenii var. rosea (E.Morren) Leme
- Edmundoa perplexa (L.B.Smith) Leme